# Giancarlo Rosati
Giancarlo Rosati (Asmara, 3 settembre 1938 – Parma, 1º novembre 2020) è stato un medico, scrittore e parapsicologo italiano.
Fu plurispecializzato e ricercatore psichico(Parapsicologia). Da studioso di metafisica si appassionò alla filosofia himalayana; su questo argomento fu autore di oltre 60 libri quasi interamente incentrati sulla ricerca e sulla metafisica oltre ad alcuni romanzi editi con lo pseudonimo Juan Karro. Alcuni dei libri sono stati tradotti in inglese, francese e sloveno.

## I primi anni ad Asmara
Nato in Etiopia, allora colonia italiana dopo la guerra cessata il 5 maggio 1936, da genitori italiani. Il padre Aldo era titolare di un'officina meccanica ad Asmara mentre la madre era casalinga. Essendo nato in Eritrea frequentò le scuole medie presso l'Istituto Comboni ad Asmara.
Sviluppò in quegli anni la sua passione per la conoscenza per la mente umana. Collaborò con vari giornali eritrei, in particolare con i giornali di Asmara, dove viveva. Curò una rubrica "Inchiesta sulla gioventù asmariana" sul Quotidiano Eritreo. In seguito scrisse sul Lunedì del Medio Oriente, su Veritas e Vita e su Mai Tacli.

## Formazione
In Eritrea, frequentò il collegio Comboni, e, a seguito del percorso di 12 anni di studi, ottenne il diploma dell'Università di Oxford (General Certificate of Education presso l'università di Oxford) che gli consentì l'accesso a tutte le università inglesi o italiane.
Tornato a Parma per completare il percorso di medicina, conseguì la laurea nel 1965 in Medicina e chirurgia presso l'Università degli Studi di Parma seguendo in seguito il programma di rotating internship, sviluppato per i medici che dovevano affrontare da soli e lontani da centri attrezzati le proprie diagnosi prestando le cure necessarie ai pazienti. Ottenne specializzazioni in odontostomatologia, anestesia e rianimazione, igiene, medicina scolastica, medicina preventiva, medicina psicosomatica e ipnosi medica.
Appena completato il corso decise di tornare in Etiopia dove viveva ancora la sua famiglia di origine. Dal suo ritorno fu subito impegnato nell'ospedale governativo Iteghe Menen di Asmara, poi chiamato "Regina Elena" al tempo del Governo coloniale italiano.

## Direzione dell'ospedale AFABET

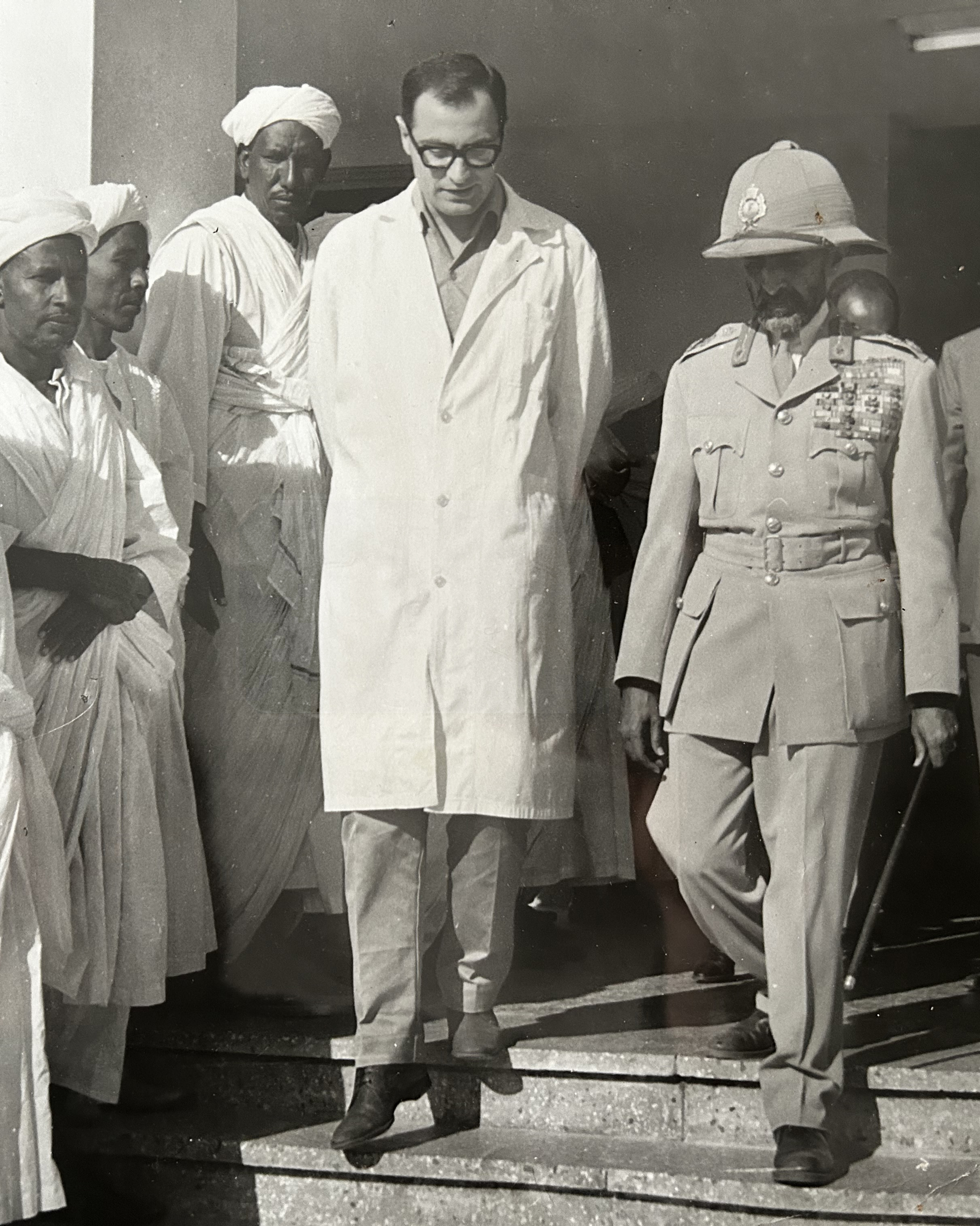
Giancarlo Rosati con l'imperatore Hailé Selassié durante la visita all'ospedale di Af Abet.

Negli anni successivi venne affidata a Rosati la direzione di un ospedale costruito nel medio piano eritreo dove fu, successivamente, anche medico regionale del Sheikh e Barka'.
L'ospedale di Afabet., inaugurato dal Negus era una moderna struttura che ospitava diversi reparti, tra cui chirurgia, medicina generale e malattie infettive.  Assunse il ruolo di "Hakim", termine che indica il "medico", per le 24 tribù della zona. Durante quel periodo, si specializzò in anestesia e rianimazione, partecipando anche a corsi avanzati di pediatria. 
Nel 1967, dopo aver trattato una paziente che si rivelò essere la sorella di Sheikh, un sufhi musulmano considerato da alcuni discendente di Maometto, iniziò ad esplorare i primi misteri della conoscenza metafisica. Questo incontro lo portò ad approfondire lo studio della metafisica con particolare attenzione ai segreti dell'essere umano e al mistero divino. I dialoghi con il sufhi furono oggetto di uno dei suoi libri ("Un sufhi mi svelò il segreto").
Durante la sua permanenza in Africa studiò alcuni veggenti eritrei; in particolare entrò in contatto con alcuni sensitivi abissini e riportò su alcuni suoi libri le esperienze dirette.

## Il ritorno in Italia
All'inizio della guerra civile che sconvolse l'eritrea, Rosati fu costretto a tornare in Italia, stabilendosi a Parma dove aprì un ambulatorio medico. La sua conoscenza dell'arabo gli permise di assistere gli immigrati extracomunitari che iniziavano ad arrivare in Italia.
Nel 1970, insieme al collega Francesco Didio, vinse un concorso pubblico del comune di Parma per il ruolo di medico igienista. Successivamente, per dodici anni, assunse il ruolo di dirigente dell'ufficio Profilassi del Dipartimento di igiene e sanità di Parma.
Negli anni '70, fondò a Parma un centro di medicina psicosomatica e ipnosi medica, proseguendo la sua indagine sulle potenzialità della psiche umana e sulla teoria della reincarnazione attraverso l'ipnosi. Stabilì anche uno "Speciale Parapsicologia", ovvero un gruppo di ricerca che contava tra i suoi membri l'Ing. Scalvini, attivo presso l'Istituto di Fisica dell'Università di Parma. 
In quegli anni pubblicò articoli su Parmavì e calloborò con "Luce e ombra", una rivista di parapsicologia, insieme alla narratrice Paola Giovetti. Fondò e diresse come direttore scientifico il centro studi "Esperienze psichiche" a Parma.
Dal 1979 è stato membro dell'Accademia Tiberina.
Nel 1996, insieme alla moglie e ai figli, istituì lo studio Metafora a Parma, un'équipe di psicologi specializzata in sostegno psicologico per individui, coppie e famiglie, nonché in ipnosi medica e regressiva.

## Lo studio della metafisica e Sathya Sai Baba

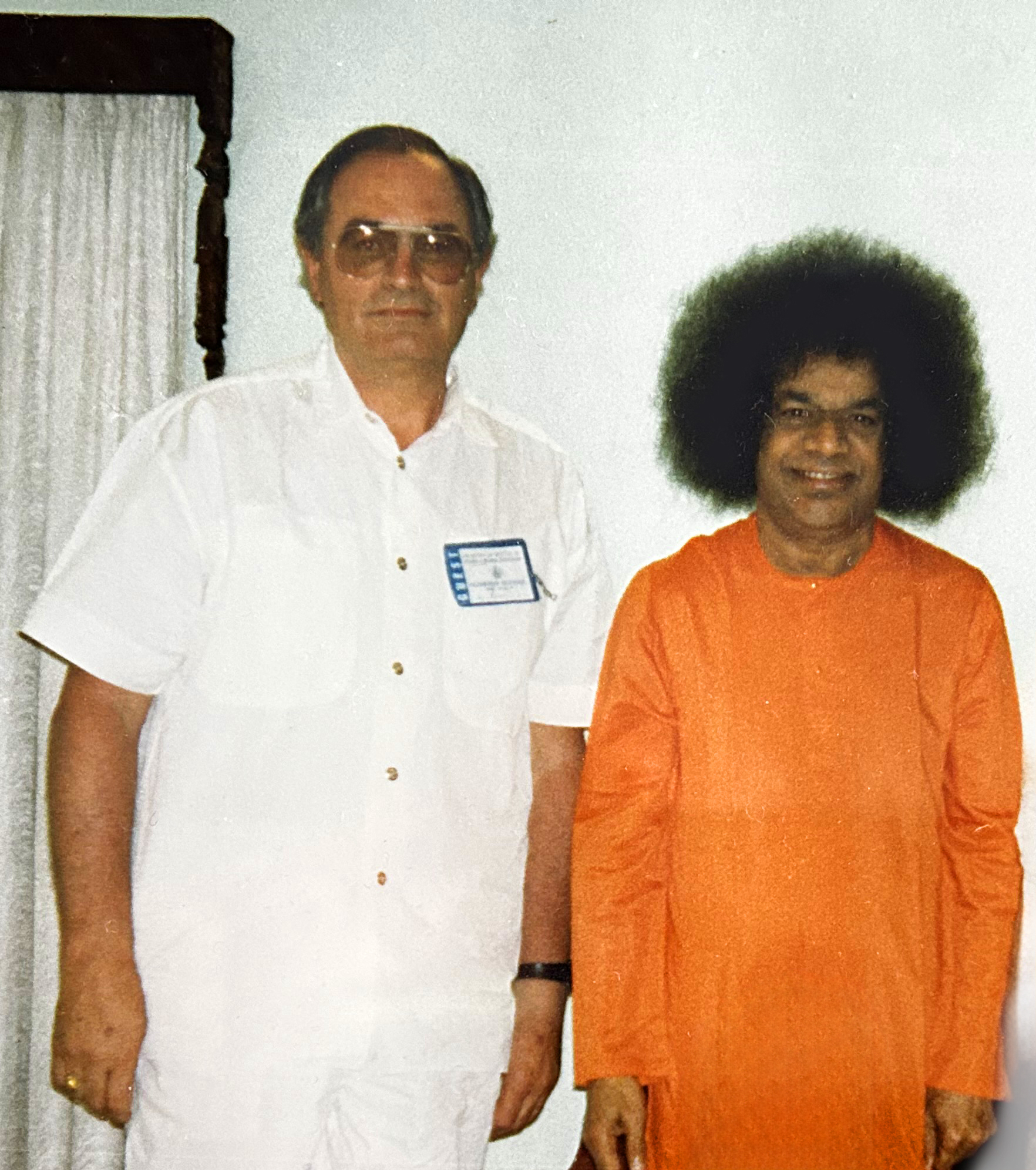
Giancarlo Rosati insieme a Sathya Sai Baba in uno dei loro incontri.

Durante i suoi viaggi, fatti soprattutto in Oriente, nel 1987, Rosati visitò Puttaparthi, un villaggio nel sud dell'India, nella regione dell'Andhra Pradesh, dove incontrò Sai Baba, una figura spiritualmente significativa per molti ricercatori, considerata da alcuni come un'incarnazione divina.
Questo incontro ebbe un profondo impatto su Rosati, che iniziò ad approfondire maggiormente lo studio della metafisica. Attraverso Sai Baba, Rosati ebbe l'opportunità di esplorare le scritture vediche.
Nel corso degli anni, Rosati tornò più volte a visitare l'India per approfondire la sua comprensione di Sai Baba. 
Rosati approcciò lo studio di Sai Baba e tematiche affini con un metodo scientifico e ne riporterà gli esiti su alcuni suoi libri. 
Nel 1988, un viaggio di ricerca in Kashmir, ispirò Rosati nella scrittura del libro "Gesù ribelle palestinese", e a produrre un docufilm correlato ("Gesù in Kashmir"), esplorando temi storico-spirituali.
Nel 1993, divenne responsabile nazionale (Chairman) per l'organizzazione Sathya Sai Italia. Questa fa a sua volta parte dell'organizzazione spirituale fondata da Sai Baba nel 1963, con l'obiettivo di promuovere la realizzazione della divinità interiore dell'uomo.
L'organizzazione Sathya Sai è oggi presente in tutto il mondo.
Tenne numerose conferenze ed elaborò alcuni docufilm sull'argomento Sai Baba tra i quali Sai Baba, Io Sono tuo o La voce dell'Avatar.

## Riconoscimenti
- Nel 1984 riceve un premio internazionale "Ercole d'oro" per la specialistica.
- Il 1º maggio 1986 riceve il premio Knights of Cypro.
- Il 7 dicembre 1985 riceve il premio Cavaliere del Lavoro dell'Europa Unita dell'International Business Corporation.

## Opere

### Libri
- L'uomo dei miracoli (interpretazione rivoluzionaria della vita e della paranormalità di Gesù), Edizioni Milesi, Modena 1996 ISBN 9788886343282([Libreria Fernandez][1])
- Sai Baba. Il Cristo è tornato, Milesi, Modena 2000 ISBN 9788886343947
- L'uomo venuto dal cielo, Milesi, Modena 2009 ISBN 9788888159003
- Dalla terra al cielo, Milesi, Modena 2009 ISBN 9788886343282
- Chi è Sai Baba?, Milesi, Modena 2000 ISBN 9788886343916
- La grande rivelazione – vol. 1: Scienze e misticismo, Milesi, Modena 2014 ISBN 9788898676064
- La grande rivelazione – vol. 2: Una vela per l'infinito, Milesi, Modena 2014 ISBN 9788898676033
- Sai Baba: la ricerca di Dio, Milesi, Modena 2009 ISBN 9788886343251
- Le profezie di Maometto, Milesi, Modena 1997 ISBN 9788886343305
- Il mistero dell'aldilà, Milesi, Modena 2009 ISBN 9788886343428
- La rivelazione dell'angelo, Milesi, Modena 2009 ISBN 9788886343732
- Ognuno diventa quello che pensa, Milesi, Modena 2009 ISBN 9788886343398
- Sai Baba: analisi di un insegnamento – vol. 1, Milesi, Modena 2009 ISBN 9788886343411
- Sai Baba: analisi di un insegnamento – vol. 2, Milesi, Modena 2009 ISBN 9788886343725
- I miracoli di Sai Baba, Milesi, Modena 2009 ISBN 9788886343749
- Il volo solitario: esperienza mistica, Milesi, Modena 2009 ISBN 9788886343619
- Mistero di Dio, Milesi, Modena 2009 ISBN 9788886343541
- Spiritualità senza religione, Milesi, Modena 2009 ISBN 9788886343626
- A tu per tu con Sai Baba, Milesi, Modena 2009 ISBN 9788886343978
- La storia non raccontata di Gesù, Milesi, Modena 2009 ISBN 9788888096346
- Gesù il ribelle palestinese, Edizioni Milesi, Modena 2009 ISBN 9788834434963
- I grandi pensatori e la reincarnazione, Milesi, Modena 2009 ISBN 9788886343886
- Il segreto di Fatima, Milesi, Modena 2009 ISBN 9788886343961
- Duecento domande per conoscere Sai Baba – vol. 1, Milesi, Modena 2002 ISBN 9788888159119
- Duecento domande per conoscere Sai Baba – vol. 2, Milesi, Modena 2002 ISBN 9788888159140
- Melatonina: ormone degli Dei, Edizioni Milesi, Modena 2009 ISBN 9788834440759
- I miracoli di Gesù alla luce della scienza e della metafisica, Milesi, Modena 2009 ISBN 9788898676378
- Il calzino rovesciato: dialogo tra uno psicologo e uno studioso di metafisica, Milesi, Modena 2009 ISBN 9788888159201
- La trottola di Dio, Milesi, Modena 2009 ISBN 9788888159362
- I custodi dell'eternità, Milesi, Modena 2009 ISBN 9788832299724
- La metafisica per trovare Dio senza fatica, Milesi, Modena 2009 ISBN 8888159363
- I ministri di Gesù e il diavolo, Milesi, Modena 2009 ISBN 88-86671-23-7
- Infrangere l'illusione: dal sé alla non mente (co-autrice Ilaria Rosati), Milesi, Modena 2009 ISBN 9788888159416
- La profezia di Maometto, Milesi, Modena 1997 ISBN 9788886343305
- L'ultimo sigillo, Milesi, Modena 2009 ISBN 978-8888159508
- Requiem per Dio – Il nulla da cui scaturisce il tutto, Milesi, Modena 2009 ISBN 9788888159577
- Maya – L'illusione per non morire, Milesi, Modena 2009 ISBN 9788888159553
- Dopamina: l'ormone del Buddha, Milesi, Modena 2009 ISBN 9788834440469
- La ricerca della felicità, Milesi, Modena 2009 ISBN 9788888096285
- Chi vuole crocifiggere Sai Baba, Milesi, Modena 2009 ISBN 9788888159652
- Uccidi il Buddha, Milesi, Modena 2009 ISBN 9788888159591
- Metafisica a colazione, Milesi, Modena 2009 ISBN 9788888159676
- Una strada per l'infinito, Milesi, Modena 2009 ISBN 9788888159744
- Il potere che è in noi, Milesi, Modena 2009 ISBN 9788888159836
- Sai Baba: l'eredità spirituale, Eifis, Torino 2020 ISBN 9788875172114
- Morire e poi, Milesi, Modena 2009 ISBN 9788888159959
- Dentro il mistero, Milesi, Modena 2009 ISBN 9788888159973
- Un sufhi mi svelò il segreto – un testo utile per chi cerca la conoscenza, Milesi, Modena 2009 ISBN 9788895687483
- La trappola della reincarnazione, Milesi, Modena 2009 ISBN 9788834440254
- L'onda del cambiamento – Le rivelazioni dell'Advaita Vedanta, Milesi, Modena 2015 ISBN 9788898676149
- La magia delle risposte, Milesi, Modena 2015 ISBN 9788898676170
- Karman: la legge di causa – effetto alla luce delle più recenti scoperte scientifiche, Eifis, Torino 2020 ISBN 9788875171452
- Il custode dell'eternità, Milesi, Modena 2009 ISBN UNSPSC 55111500
- I maestri venuti dal cielo, Milesi, Modena 2009 ISBN 9788834434970
- Coscienza cosmica – Un percorso verso l'illuminazione, Eifis, Torino 2021 ISBN 9788875172299
- Lascia che il fiume scorra (Se vuoi essere felice) (pubblicato postumo), Eifis, Torino 2021 ISBN 9788834441077

### Juan Karro (pseudonimo)
- Sai Baba diavolo o santo?, Milesi, Modena 2009 ISBN 9788886343145
- Chi ha le chiavi del Regno, Milesi, Modena 2009 ISBN 9788886343329
- Il segreto millenario, Milesi, Modena 2009 ISBN 9788886343756
- Il segreto svelato, Milesi, Modena 2001 ISBN 9788888159072
- Sulle orme del passato, Milesi, Modena 2002 ISBN 8888159215